# マーベラス (プロレス)
Marvelous（マーベラス）は、日本の女子プロレス団体。

## 設立の経緯
長与千種の言によれば、全日本女子プロレス元代表取締役で2009年7月11日に亡くなった松永高司の遺言「もう1度、横浜アリーナでやりたい」、2012年春に亡くなった父が死の間際に口にした「もう1回お前のプロレスを見せてくれ」、長与の元付き人だった北斗晶が繰り返し言っていた「女子プロレスを何とかしてくださいよ」、共にGAEA JAPANを設立した盟友でおよそ3年間の闘病を経て復帰したKAORUにリングを用意、以上4点がひとつになったことで長与の背中を押して設立に至った。

## 歴史
2014年
- 3月22日、長与千種が設立[2][3]。

2015年
- 2月22日、KAORUが入団。彩羽匠が移籍。
- 3月1日、雫有希が入団。
- 4月25日、渡辺智子が入団。

2016年
- 2月13日、桃野美桜がデビュー。
- 5月3日、豊洲PITで旗揚げ戦「WALK THIS WAY!」を開催[4][5]。門倉凛がデビュー。

2017年
- 4月15日、田中ミキ、井坂レオがデビュー。Marvelousの男子部「Marvelous IMPACT」を発足。
- 12月16日、雫が契約解除。

2018年
- 6月10日、田中が除名。
- 8月8日、神童ミコトがデビュー。
- 11月18日、星月芽依がデビュー[6]。
- 12月24日、Mariaがデビュー。

2019年
- 9月9日、練習生として入団した響が再デビュー。

2021年
- 3月6日、宝山愛がデビュー。
- 8月31日、星月、神童、響が退団。

2022年
- 8月8日、KAORUが引退。

2023年
- 1月8日、門倉が退団。
- 8月7日、川畑梨瑚が移籍。

2024年
- 7月28日、渡辺が退団。
- 10月27日、暁千華がデビュー。
- 12月1日、彩芽蒼空がデビュー[7]。

## タイトルホルダー
| タイトル         | 保持者        | 歴代   |
| ---------------- | ------------- | ------ |
| AAAWシングル王座 | 彩羽匠        | 第19代 |
| AAAWタッグ王座   | 彩羽匠 Sareee | 第23代 |

## 所属選手
- 彩羽匠
- 桃野美桜
- Maria
- 宝山愛
- 川畑梨瑚
- 暁千華
- 彩芽蒼空

Marvelous IMPACT
- 井坂レオ

## スタッフ
レフェリー
- Tommy（プロレスリングWAVE兼任所属）

リングアナウンサー
- 坂口真樹子

## 歴代所属選手
- 雫有希
- 田中ミキ
- 神童ミコト（現：狐伯）
- 星月芽依（現：星来芽依）
- 響
- KAORU
- 門倉凛（現：凛）
- 渡辺智子